# مقاطعة ميساوكي (ميشيغان)
مقاطعة ميساوكي هي مقاطعة في ميشيغان، بلغ عدد سكانها 14٬849  نسمة، في 2010، عاصمتها ليك سيتي، تبلغ مساحتها 1٬486 كيلومتر مربع.

## الموقع
تشترك في الحدود مع:
- مقاطعة كالكاسكا (ميشيغان)
- مقاطعة أوسيولا.

## التقسيمات الإدارية
- ليك سيتي.